# 田中智之
田中 智之（たなか ともゆき、1971年 - ）は、日本の建築家。早稲田大学理工学術院教授。TASS建築研究所主宰。埼玉県生まれ。

## 概要
早稲田大学出身の熊本を拠点とする建築家である。
田中智之の描くパースは通称「タナパー」と呼ばれ、建築や都市をX線で透かしたように内部の構造やアクティビティーを表現する。
また青色のペンで描かれることが特徴。

## 略歴
- 1971　埼玉県生まれ
- 1994　早稲田大学理工学部建築学科卒業
- 1996　同大学大学院修士課程修了
- 1996　NASCA／早稲田大学古谷研究室にて建築設計業務（〜2005）
- 1999　同大学大学院博士後期課程単位取得退学
- 1997　早稲田大学専任助手（〜2000）
- 2000　早稲田大学非常勤講師（〜2005）
- 2001　早稲田大学芸術学校客員講師（〜2005）
- 2005　熊本大学助教授
- 2006　田中美都とTASS建築研究所を設立
- 2007　熊本大学大学院准教授
- 2011　熊本大学学長特別補佐（〜2015）
- 2014　建築作品による博士号を取得（早稲田大学）
- 2018　熊本大学大学院教授
- 2024　早稲田大学理工学術院教授

## 受賞
（ ※田中智之　※※古谷誠章と連名　※※※田中智之研究室　無印：TASS建築研究所）
- 1994　村野賞（1993年度早稲田大学卒業設計最優秀賞）※
- 2001　稲門建築会賞（「稲門建築会50周記念コンペ」最優秀賞）※
- 2002　日本建築学会作品選奨（早稲田大学會津八一記念博物館）※※
- 2003　新建築社・三井不動産「第2回住空間デザインコンペ─新しい都心居住をデザインで提案する」入賞※
- 2005　建築パース2005展「JARA大賞」入選（日本アーキテクチュラル・レンダラーズ協会）※
- 2006　第１回「ＯＭの町角」設計競技入賞（小池一三賞）※
- 2006　RESION武蔵小杉リノベーション・プロジェクト優秀賞※
- 2006　公募プロポーザルコンペティション KOKUEIKAN PROJECT 優秀賞
- 2007　熊本市下通二番街・三番街・四番街アーケード・デザイン・コンペティション優秀賞
- 2008　ぐんま総合情報センター設計提案競技入賞（佳作）
- 2008　天童木工家具デザインコンクール2008入選※
- 2008　くまもとアートポリスプロジェクト「宇城市立豊野幼・小中一貫校設計業務公募型プロポーザル」優秀賞（次点）※※
- 2009　大多喜町庁舎建設設計プロポーザル入選（準佳作）
- 2009　「平和大橋歩道橋デザイン提案競技」入選（福山コンサルタント西日本事業部に協力）※
- 2010　「大分市南北軸トータルデザイン設計業務委託」公募型プロポーザル上位６者選定※
- 2011　前橋市美術館（仮称）プロポーザルコンペティション入選（選外佳作）
- 2011　第25回公共の色彩賞（熊本駅周辺地域都市空間デザイン）※
- 2013　都市景観大賞［国土交通大臣賞］（熊本駅周辺地域都市空間デザイン）※
- 2015　第１回まちなか広場賞［特別賞］（(仮称)花畑広場）※
- 2015　第21回くまもとアートポリス推進賞（京町の家）
- 2016　那須塩原市（仮称）駅前図書館等基本設計・実施設計業務委託公募プロポーザル入賞
- 2016　2016年度グッドデザイン金賞［経済産業大臣賞］「避難所用・紙の間仕切りシステム - 熊本地震での活用 -」※※※
- 2017　2017年度グッドデザイン特別賞［復興デザイン］「仮設住宅団地［御船町東小坂仮設団地］」※※※

## 委員等
- 1998　日本建築学会・建築計画研究協議会委員（記録）
- 2000　早稲田大学理工学総合研究センター嘱託研究員（〜2001）
- 2001　早稲田大学理工戦略企画室メンバー（〜2002）
- 2002　日本建築センター・ハイパービルディング研究会（〜2005）
- 2005　熊本駅周辺地域都市空間デザイン専門家会議(ワーキンググループメンバー)（〜2006）
- 2006　宇城市松橋駅周辺地域まちづくり基本構想・基本計画策定業務委託に係る企画提案コンペ選定委員
- 2006　宇城市松橋駅周辺まちづくり整備推進協議会委員
- 2006　熊本駅周辺地域都市空間デザイン会議委員（〜現在に至る）
- 2008　山鹿市新庁舎検討委員会アドバイザー
- 2008　山鹿市新庁舎建設構想策定委員会委員（副委員長）
- 2009　熊本市医師会建築設計者選定委員
- 2009　熊本市まちづくり交付金評価委員会委員（〜2012）
- 2009　山鹿市山鹿小及び川辺小統合小学校プロポーザル選定委員（委員長）
- 2010　山鹿市鹿北地区統合小学校プロポーザル選定委員（委員長）
- 2010　山鹿市教育委員会アドバイザー
- 2010　山鹿市事業検証委員会委員（〜2012）
- 2011　国立大学法人 熊本大学 学長特別補佐（〜2015）
- 2011　国保水俣市立総合医療センター増改築工事基本設計プロポーザル審査委員会委員
- 2011　株式会社高木冨士川計画事務所（市原どげする会）熊本県南小国町市原地区におけるまちづくりアドバイザー
- 2011　熊本市桜町・花畑周辺地区まちづくりマネジメント構想検討委員会委員
- 2011　熊本駅周辺地域都市空間デザイン会議委員 ワーキンググループリーダー （〜現在に至る）
- 2011　日本建築学会設計競技 九州支部審査委員会委員
- 2012　日本建築学会設計競技 九州支部審査委員会委員（支部審査委員長）
- 2013　熊本市民病院建替工事等基本・実施設計業務委託プロポーザル審査委員会学識経験者
- 2013　熊本市住宅審議会委員（〜現在に至る）
- 2013　熊本市桜町再開発事業における新たな集客施設整備検討委員会委員
- 2014　文部科学省・地（知）の拠点整備事業（大学COC事業）審査委員（2013・2014）
- 2014　日本造園学会 平成26年度全国大会学生アイデアコンペ審査員
- 2014　熊本市桜町・花畑周辺地区まちづくりマネジメント検討委員会委員（部会長・〜現在に至る）
- 2014　熊本市花畑広場利活用コンペ審査委員（委員長）
- 2014　熊本市花畑広場利活用ワークショップファシリテーター
- 2015　日本学術振興会・大学間連携共同教育推進事業評価委員会専門委員
- 2015　熊本市（仮称）熊本城ホールの運営に関する懇話会委員（委員長）
- 2015　熊本市建築審査会委員（〜現在に至る）
- 2015　宇城市立保育所民営化に係る運営法人選定委員
- 2015　日本建築学会九州支部常議員（〜2017）
- 2015　熊本県景観アドバイザー（〜現在に至る）
- 2015　熊本市景観審議会委員（〜現在に至る）
- 2016　益城町復興計画策定委員会専門部会委員
- 2016　熊本市「熊本の新しい二つの顔、防減災プロジェクト」アドバイザー
- 2017　熊本市民病院再建事業受託事業者選考委員会委員（委員長）
- 2017　益城町復興アドバイザー（〜現在に至る）
- 2017　大津町新庁舎建設検討委員会委員（委員長・〜現在に至る）
- 2017　日本建築学会代議員（〜現在に至る）
- 2017　菊池市ふるさと創生市民広場再整備市民検討委員（〜現在に至る）
- 2017　八代市新庁舎建設基本設計アドバイザー
- 2017　益城町災害公営住宅検討委員会委員
- 2017　大津町新庁舎建設設計者選定プロポーザル審査委員会委員（副委員長）
- 2017　荒尾市景観審議会委員（〜現在に至る）
- 2017　熊本市経済観光局指定管理者候補者選定委員
- 2017　大津町都市計画審議会委員（会長・〜現在に至る）
- 2017　大津町社会資本整備総合交付金評価委員会委員（委員長）
- 2017　名古屋市立大学大学院芸術工学研究科非常勤講師（芸術工学特別講義）
- 2017　益城町買取型災害公営住宅整備事業事業者選定委員会委員（〜現在に至る）
- 2018　益城町新庁舎建設設計者選定審査委員会委員（委員長）
- 2018　天草市スポーツ拠点施設（陸上競技場等）設計業務プロポーザル選定委員会委員（副委員長）
- 2018　天草市スポーツ拠点施設（陸上競技場等）設計業務拠点施設整備検討委員会委員
- 2018　益城町新庁舎建設基本設計アドバイザー（〜現在に至る）
- 2018　益城町災害公営住宅整備アドバイザー（〜現在に至る）

## 著書
- 1999　「建築キーワード」住まいの図書館出版局（共著）

- 2001　「メガストラクチャーII　都市空間の再生を目指して」早稲田大学出版部（共著）

- 2007　「Design Review 2007 in KUMAMOTO」（共著）

- 2018　「建築の森・熊本を歩く」彰国社

- 2018　「階段空間の解体新書」彰国社

## 論文・寄稿・出展等
- 1997　「ドミノがアイソレーションタンクに浸かる日」SD9702（鹿島出版会）
- 1998　「住宅表現にみる「属性」の与え方」群居第45号
- 1998　「デジタル・アーキテクト≒テクノ・アナーキスト？」InterCommunication26（NTT出版）
- 1998　「ハイパー・コンプレックス・シティにおける都心居住の研究」ハウジングアンドコミュニティ財団
- 1999　「建築計画部門研究協議会 学校建築の計画案にみる計画研究と建築作品の評価下山田小学校の計画応募案をケースにして（記録）」日本建築学会建築雑誌vol.114
- 2000　「香港とシンガポールの都市比較研究 建築･都市の継続的な更新を可能にする立体都市の研究提案」大林都市研究振興財団
- 2001　「新しいアジア型ハイパーコンプレックス・シティモデルの研究提案 一連のアジア都市研究に基づく次世代型複合都市像について」大林都市研究振興財団
- 2002　「複雑な新陳代謝を可能にする都市･建築の構造および環境システムの研究 新しいアジア型ハイパーコンプレックス・シティモデルの具体的提案のために」大林都市研究振興財団
- 2002　「ファッションショーと都市･建築空間の関係に関する研究：パリ、東京における次世代型モード空間」財団法人日本ファッション協会
- 2002　「沖縄県本部町備瀬の福木集落研究調査報告書 沖縄県本部町委託調査研究」早稲田大学古谷研究室・早稲田大学理工学総合研究センター
- 2003　「未知の問題×日建設計の博士君～蓄積をもって設計にあたる設計者が過去に例のない施設をつくるとき～」日本建築学会建築雑誌vol.118
- 2003　「階段の規矩術　プロポーションとディテール」CONFORT（連載記事〜2004）
- 2004　「ハイパービルディングの研究報告書」日本建築センター
- 2004　「「水の都市東京」の過去／現在／未来」新建築2004年11月号
- 2006　「推薦のことば」近代建築６月号別冊卒業制作2006
- 2006　「孤風院×足湯＝?　孤風院ワークショップ2005-2006レポート いまだ建設中の現場より」新建築住宅特集2006年12月号
- 2007　「熊本駅周辺地域都市空間デザイン(計画)」新建築住宅特集2007年1月号
- 2007　「茅野市民館」日本建築学会作品賞2007受賞報告」早稲田建築学報2008
- 2007　「大学ラボ・リポートLab.4熊本大学田中研究室」LUCHTAautumn2007vol.2
- 2007　「３次元CADが拓く建築生産の未来像」日本建築学会材料施工委員会建築生産VR小委員会（イラストレーション）
- 2009　「私と課題生活」稲門建築会機関誌WA2009
- 2009　「極限を制御せよ！～衝撃エネルギー科学と熊大マグネシウムが拓く未来～」文部科学教育通信
- 2010　「研究の風景」建築と社会 2010　「全まちの視覚化」都市計画家Planners（日本都市計画家協会）
- 2011　「本庄キャンパス逍遥 大久保山の地中にて建築と出会う」稲門建築会機関誌WA2011
- 2011　「推薦のことば」近代建築６月号別冊卒業制作2011
- 2011　「アイランドシティ自然エネルギー活用ビジョン」福岡市港湾局（イラストレーション）
- 2011　「KUMAMOTO建築の森」熊本日日新聞（連載中）
- 2011　「渋谷駅解体」渋谷駅体内展―立体迷路 渋谷駅の解剖―に出展（ドローイング）
- 2012　「推薦のことば」近代建築６月号別冊卒業制作2012
- 2012　「アイランドシティ環境配慮指針」福岡市環境局（イラストレーション）
- 2012 　「渋谷駅解体」渋谷駅におけるShibuya1000に出展（ドローイング）
- 2012　［地域性への眼差し］新建築住宅特集2012年12月号
- 2013　［新しい構造の考え方で空間が自由に 旧⇔新 間取りの解放］CONFORT 2013年2月号
- 2013　「推薦のことば」近代建築６月号別冊卒業制作2013
- 2013　著書『迷い迷って渋谷駅 日本一の「迷宮ターミナル」の謎を解く（田村圭介/著・光文社）』の表紙カバーおよび見開き担当
- 2013　「間戸から窓へ マドを意匠に取り込んだ茶室」CONFORT 2013年6月号
- 2014　「ケンチク学ビバ第３回 熊本大学大学院自然科学研究科田中智之研究室 地域の課題を通して、考え、デザインする」CONFORT 2014年8月号
- 2014　「建築の表現」日本アーキテクチュラル・レンダラーズ協会JARA 2014特別企画展示出展（ドローイング・インタビュー記事）
- 2014　「東京駅解体」東京ステーションギャラリー「東京駅100年の記憶」展に出展（ドローイング）
- 2015　「京町の家」新建築住宅特集2015年5月号
- 2015　「『熊本市役所花畑町別館』を考える」5/13熊本日日新聞朝刊文化面
- 2015　「シンボルプロムナードと花畑広場 ー日本型の都市広場をめざしてー」新都市2015年5月号
- 2015　「推薦のことば」近代建築６月号別冊卒業制作2015
- 2015　「階段空間の解体新書（連載）」彰国社ディテール205号「立体による額縁／点による額縁」
- 2015　「階段空間の解体新書（連載）」彰国社ディテール206号「部屋のような階段／階段のような部屋」
- 2016　「階段空間の解体新書（連載）」彰国社ディテール207号「平面のカーブ／立面のカーブ」
- 2016　「階段空間の解体新書（連載）」彰国社ディテール208号「ブリコラージュ／メタコラージュ」
- 2016　「2016年熊本地震　坂氏と意気投合、紙管間仕切りの支援を開始」日経アーキテクチュアWEB版2016年4月28日
- 2016　「平成28年熊本地震　地震から１ヶ月の建築やまち」新建築2016年6月号
- 2016　「推薦のことば」近代建築６月号別冊卒業制作2016
- 2016　「渋谷駅解体」「新宿駅解体」「東京駅解体」21_21 DESIGN SIGHT「土木展」に出展（ドローイング）
- 2016　「階段空間の解体新書（連載）」彰国社ディテール210号「蟻の巣プロムナード／洞窟プロムナード」
- 2017　「階段空間の解体新書（連載）」彰国社ディテール211号「微分する階段／積分する階段」
- 2017　「渋谷駅解体1963」「渋谷駅解体2011」パリ日本文化会館「坂倉準三：人間のための建築」に出展（ドローイング）
- 2017　「推薦のことば」近代建築６月号別冊卒業制作2017
- 2017　「階段空間の解体新書（連載）」彰国社ディテール212号「階段の孵化 / 孵化の階段」
- 2017　「階段空間の解体新書（連載）」彰国社ディテール213号「正対の杜 / 斜対の杜」
- 2017　「熊本県御船町仮設住宅（コミュニティスペース）」新建築2017年9月号
- 2017　「ましきラボ」新建築2017年9月号
- 2017　「無限揺動美術館」LIXIL eye［リクシル・アイ］14号の「紙上の建築02」に発表（ドローイング＋テキスト）
- 2018　「渋谷駅解体」「新宿駅解体」「東京駅解体」中国・上海藝倉美術館「土木展・上海」に出展（ドローイング）
- 2018　「渋谷駅解体2011」The Architectural Review2018年5月号
- 2018　「推薦のことば」近代建築６月号別冊卒業制作2018
- 2018　「無限揺動美術館」日本建築家協会JIAマガジン352号表紙（2018年7月号）
- 2018　「益城町復興の現在と日本の未来」公営社団法人　日本建築士会連合会「建築士」2018年12月号